# Армілустріум
Армілустріум — у Стародавньому Римі свято на честь бога війни Марса, яке святкувалося 19 жовтня.
До огляду військ на Авентіні долучалися також і релігійні процесії. Легіони збиралися на Circus Maximus після літніх військових кампаній, ритуально очищували (lustrum) та освячували зброю (arma) та пізніше залишали її на збереження на зиму. Салії вели війська із смолоскипами на Авентін для жертвопринесення тварин і танців у обладунках.